# 別れても好きな人
「別れても好きな人」（わかれてもすきなひと）は日本のムード歌謡曲。作詞・作曲は佐々木勉。ロス・インディオス&シルヴィア盤の大ヒットで知られる。

## 概説
本作のレコードは1969年（昭和44年）6月、松平ケメ子盤が東芝音楽工業より発売され、同年11月にパープル・シャドウズ盤がそれに続いて発売された。
ロス・インディオス盤は1975年（昭和50年）10月、男性ヴォーカル・バージョンが発売され、4年後の1979年（昭和54年）9月、男女のデュエットに編曲され、ロス・インディオス&シルヴィア盤が発売されて、翌1980年になって大ヒットしミリオン・セラーとなった。この時、歌詞の一部（青山→原宿、狸穴→高輪）が変更されている。この曲でロス・インディオス&シルヴィアは1980年の第31回・NHK紅白歌合戦に初出場を果たした。
シルヴィア没後にテレビ番組で本曲が披露される時は、若手の女性歌手をゲストに迎えて披露されることが多い。
ロス・インディオス&シルヴィア盤のジャケットは当時、ホテルパシフィック東京の30階にあったスカイラウンジ「ブルーパシフィック」で撮影された。

### 収録曲
作詞・作曲：佐々木勉／編曲：若草恵
A面
1. 別れても好きな人（3分12秒）

B面
1. 別れても好きな人（カラオケ）（3分12秒）

## 松平ケメ子盤
1969年6月、東芝音楽工業より、規格品番 TP-2169で発売された。
2023年4月1日には、MEG-CD（ビクターエンタテインメント、規格品番：VODL-39744）でも発売された。
A面
1. 別れても好きな人（3分08秒） 
  - 作詞・作曲：佐々木勉／編曲：渋谷毅

B面
1. また来て欲しい人（2分26秒） 
  - 作詞・作曲：佐々木勉／編曲：渋谷毅

## パープル・シャドウズ盤
1969年11月5日、フィリップス・レコードより発売された。
2023年4月1日には、MEG-CD（ビクターエンタテインメント、規格品番：VODL-39165）でも発売された。
A面
1. 別れても好きな人（3分04秒）
  - 作詞・作曲：佐々木勉／編曲：渋谷毅

B面
1. 帰らぬ恋人（3分28秒）
  - 作詞・作曲：綿引則史／編曲：今井久

## ロス・インディオス盤
1975年10月、ポリドール・レコードより、規格品番 DR-1971で発売された。
A面
1. 別れても好きな人（3分14秒）
  - 作詞・作曲：佐々木勉／編曲：早川博二

B面
1. 赤坂 青山 雨だから（3分23秒）
  - 作詞：高田博雄／作曲：真谷たかし／編曲：早川博二

## カヴァーしたアーティスト
- ベン&あかね（佐々木勉／亜紀あかね）（作詞・作曲の佐々木勉自身によるシングル。テイチク RS-192）
- ヒロシ&キーボー
- テレサ・テン（アルバム『演歌のメッセージ』に収録）
- 剛力彩芽&石井竜也と東京デルアミーゴ（剛力のシングル『くやしいけど大事な人』に収録）
- 柏木由紀&中山秀征（中山秀征のカバーアルバム『50』に収録）
- 野口五郎&研ナオコ（野口五郎のアルバム『風輪』に収録）
- 和田弘とマヒナスターズ&奥村チヨ（和田弘とマヒナスターズのアルバム『魅惑のコーラス 和田 弘とマヒナスターズ ベストコレクション4 夜霧よ今夜もありがとう』に収録）
- 松尾和子&フランク永井 ("歌とカラオケ"スペシャル.フランク永井・松尾和子デュエットベスト2 に収録)
- JUJU（カバーアルバム『スナックJUJU ～夜のRequest～『帰ってきたママ』』（2023年11月1日発売）に収録[8]）